# Kasper Goltwurm
Caspar Goltwurm (auch Athesinus; * 1524 in Sterzing; † 1559 in Weilburg) war ein lutherischer Theologe.

## Leben
Goltwurm studierte zunächst in Tirol und Italien, ab 1539 an der Universität Wittenberg bei Martin Luther und Philipp Melanchthon. Im Anschluss begab er sich nach Marburg, wo er 1541 eine Hofpredigerstelle annahm und 1546 Hofprediger bei Philipp III. Nassau wurde. Durch das Augsburger Interim wurde seine Amtszeit unterbrochen.
Er besuchte wiederum Wittenberg, auch die Universität Leipzig und die Universität Jena. Nach der Unterbrechung kehrte er 1548 in die Grafschaft Weilburg zurück. Er führte als Superintendent die Visitationen der Kirchen und Schulen der Grafschaft durch und entwarf für die Grafschaft die erste Kirchenordnung. Damit gilt er als Begründer der evangelischen nassauisch-Weilburgischen Landeskirche, der sein letztes Amt bis zu seinem Lebensende bekleidete.
Goltwurm war ab 1551 auch Berater von Graf Wilhelm von Nassau-Dillenburg, dem Vater von Wilhelm von Oranien, bei der Umsetzung der Reformation in der Grafschaft Nassau-Dillenburg.
Literarisch sind von Goldwurm einige Schriften erhalten, die eine deutliche Distanzierung von der allegorischen Schriftenauslegung der katholischen Theologie zeigen. Aus seiner Überzeugung, dass das Weltende kurz bevorstünde, deutet er in seinem „Wunderwerk und Wunderzeichen Buch“ unerklärliche Vorkommnisse als göttliches Wirken und stellt Wundergeschichten zusammen, die er aus historischen und zeitgenössischen Quellen bezieht.

## Werkauswahl
- Schemata rhetorica Teutsch, Marburg 1545.
- Die schöne und tröstliche Historia von Joseph, Wittenberg 1551.
- Die fürnemsten, schöne und tröstliche Allegorie und geystliche Bedeutung des 1. Buchs Moysi, Frankfurt am Main 1552.
- Ein newes lustig historisch Calendarium, ohne Ortsangabe 1553.
- Calendarium Historicum, ohne Ortsangabe 1554.
- Wunderwerk und Wunderzeichen Buch, Frankfurt am Main 1557. Digitalisat
- Prognosticon. Weissagungen vnd Vrteyl, von betrübungen vnnd grossen anfgechtungen Europe, Durch …. Anthonium Torquatum gestelt, Frankfurt am Main 1558, 1561, Leipzig 1594.
- Biblische Chronica, Frankfurt am Main 1558, 1564, 1576.
- Kirchen-Calender, Frankfurt am Main 1559, 1561, 1564, 1570, 1574, 1576, 1583, 1588, 1597, 1612.
- Wunderzeichen, Frankfurt 1567.
- Wahrhafftige Beschreibung aller fürnehmsten, göttlichen, geistlichen, himmlischen, elementischen, irdischen und teuflischen Wunderwerke, Frankfurt 1573.